# Horst Bastian

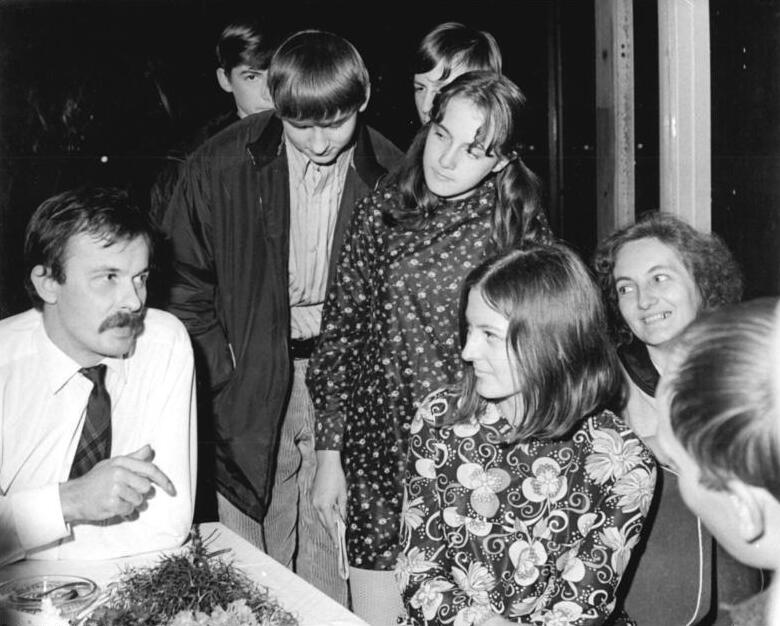
Horst Bastian 1968 im Gespräch mit Jugendlichen

Horst Bastian (* 5. Dezember 1939 in Exin, Landkreis Altburgund, Wartheland; † 14. April 1986 in Berlin) war ein deutscher Schriftsteller und Drehbuchautor.

## Leben und Leistungen
Horst Bastian war der Sohn eines Gärtners. 1945 floh die Familie nach Brandenburg. Bastian besuchte 1946 bis 1954 die Schule in Damelang (Landkreis Zauch-Belzig) und eine landwirtschaftliche Berufsschule in Golzow. Von 1955 bis 1957  absolvierte er eine Lehre als Maurer in Potsdam. Nach dem Besuch der Arbeiter-und-Bauern-Fakultät war er für ein Jahr Student. Ab 1958 war er kurzzeitig Requisiteur am Deutschen Theater in Ost-Berlin. Nach einem körperlichen Zusammenbruch aufgrund seines Asthmaleidens wurde er 1959 freischaffender Publizist. 1965 bis 1966 studierte er  am Literaturinstitut „Johannes R. Becher“ in Leipzig. 1973 heiratete er die Malerin Britta Bastian, geb. Beyer.
Bastian verfasste Romane, Filmdrehbücher und Hörspiele.  Er verfasste Kinder- und Jugendbücher, Hörspiele, Reportagen und hielt zahlreiche Lesungen in Jugendgruppen und Betrieben. Zwei Kriminalromane erschienen auch im rororo-Verlag. Studienreisen führten ihn 1980, 1983 und 1985 nach Vietnam.
Er erhielt u. a. folgende Auszeichnungen: 1965 die Erich-Weinert-Medaille, 1975 den Kunstpreis des Freien Deutschen Gewerkschaftsbundes, 1979 den Goethe-Preis der Stadt Berlin, 1980 den Theodor-Körner-Preis sowie 1984 den Nationalpreis der DDR III. Klasse für Kunst und Literatur („Für sein literarisches Schaffen, insbesondere für die Darstellung lebensnaher, aktiver Helden beim Aufbau des Sozialismus“).
Zwischen 1958 und 1986 war Bastian in mindestens zwei Phasen als inoffizieller Mitarbeiter mit Decknamen „Hartmut Möwe“ für das Ministerium für Staatssicherheit tätig.
Bastian war zweimal verheiratet, seit etwa 1973 mit der Szenenbildnerin Britta Pelzner, mit der er zwei Töchter hatte. Er starb nach einem Krankenhausaufenthalt mit Operation.

## Rezeption
In der Graphic Novel „Baikonur mon amie“ von Michael Rühl und Sonja Knoll, welche das Ende der DDR aus der Sicht von Kindern porträtiert, ist Horst Bastians „Wegelagerer“ im Regal der Hauptperson „Kathrin“ zu sehen.

## Publikationen
- Befehl zur Exekution, Berlin 1962 (zusammen mit Klaus Krüger)
- Die Moral der Banditen, Berlin 1964
- Wegelagerer, Berlin 1967
- Gesichter einer Liebe, Berlin 1971
- Drei Welten auf einem Stern, Berlin 1973
- Gewalt und Zärtlichkeit, Berlin
  - 1 (1974)
  - 2 (1978)
  - 3 (1981)
  - 4 (1985)
  - 5 (1987)
- Die Brut der schönen Seele, Berlin 1976
- Nicht jeden Tag ist Beerdigung, Berlin 1980
- Barfuß ins Vaterland, Berlin 1987

## Drehbücher
- 1962: Der Kinnhaken
- 1972: Polizeiruf 110: Minuten zu spät (TV-Reihe)
- 1975: Polizeiruf 110: Der Mann (TV-Reihe)
- 1976: Die Moral der Banditen